# 街道赛道

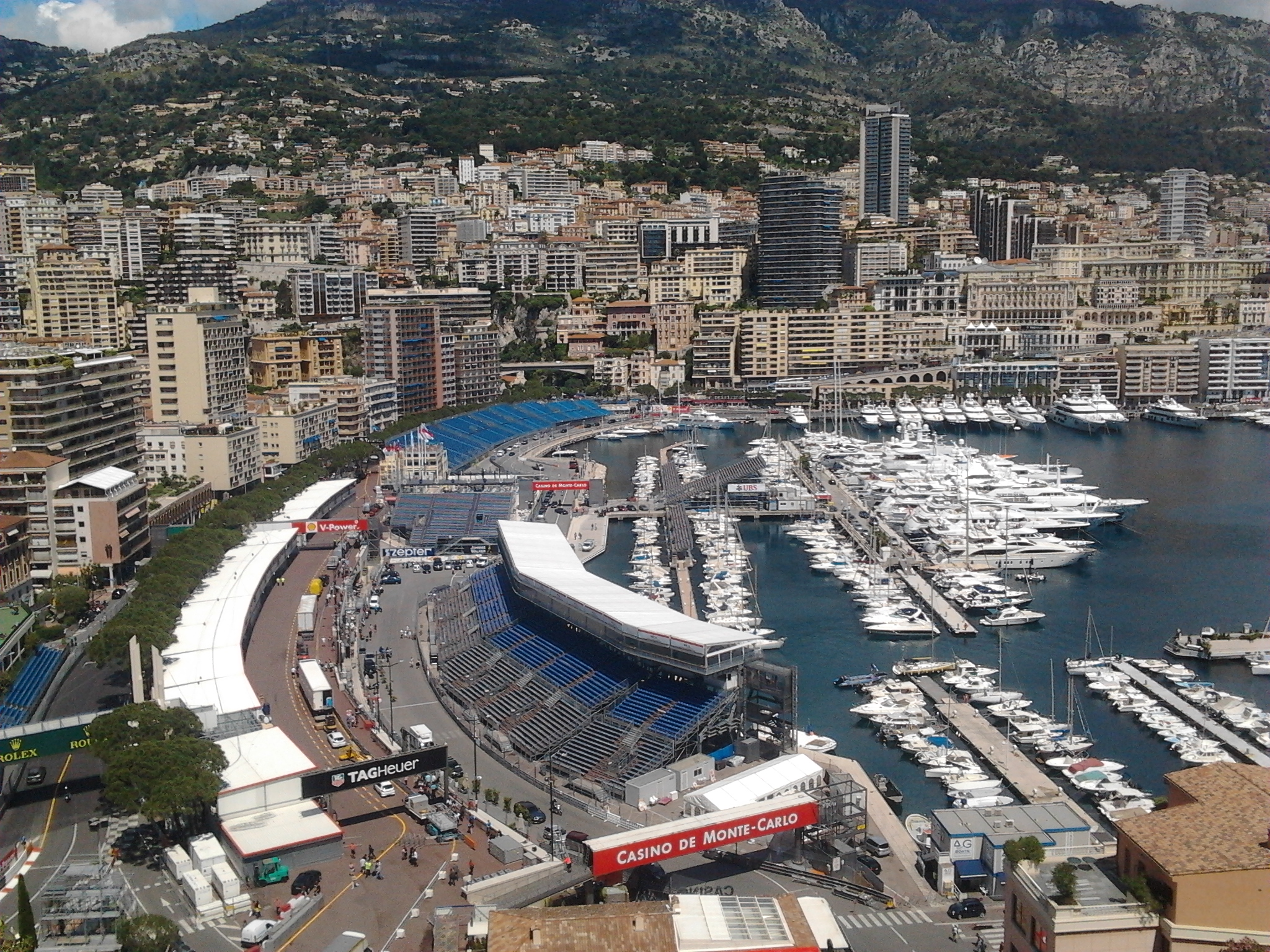
摩納哥大獎賽在摩纳哥赛道舉行，是世界上最著名的汽車賽事之一

街道赛道是指將城市、鄉鎮、村庄道路、机场跑道、滑行道临时封闭後形成的賽車賽道。街道賽道旁邊的维修站、围栏和看台等设施通常都是临时搭建的，比赛结束后不久，這些設施都要拆除，不過也有一些地方街道賽道旁邊的维修站、车库、主看台在比賽結束後不會拆除。由于街道赛道實際上就是普通道路，所以這些道路主要為普通車輛設計的，所以赛车手经常会发现街道赛道崎岖不平，駕駛賽車時會感覺輪胎缺乏抓地力。